# San Prospero (Cascina)
San Prospero (già San Prospero in Via Cava) è una località del comune italiano di Cascina, nella provincia di Pisa, in Toscana.

## Geografia fisica
San Prospero è situata nella piana dell'Arno e si sviluppa a sud della strada statale 67 Tosco-Romagnola tra Pisa e Cascina. La località si trova inglobata nel tessuto della vasta area urbana di Pisa e confina senza soluzione di continuità con le frazioni di Navacchio, Casciavola, San Giorgio a Bibbiano e San Lorenzo a Pagnatico.
La località dista meno di 6 km dal capoluogo comunale e circa 14 km da Pisa.

## Storia
Il borgo di San Prospero ha origini alto-medievali e fu fondato in epoca longobarda su di una collinetta le cui pendici erano bagnate da un fosso che si gettava in Arno. In un documento redatto a Pisa del 1198 si legge che ne fu potestà il conte Tedice della Gherardesca.
La località contava 995 abitanti nel 1833.

## Monumenti e luoghi d'interesse

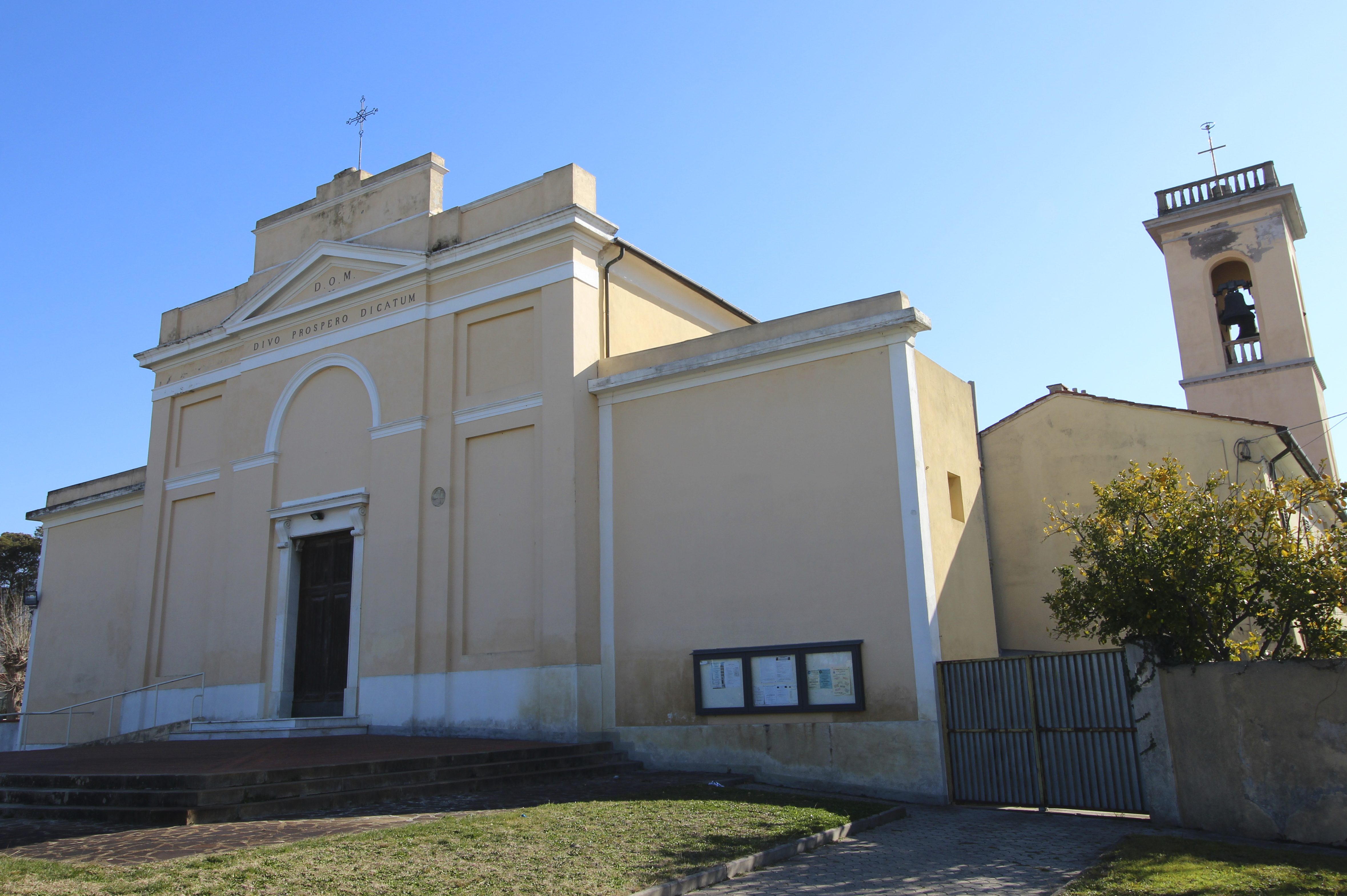
La chiesa di San Prospero

- Chiesa di San Prospero, chiesa parrocchiale della località, è co-intitolata a santa Caterina d'Alessandria.[5] Risalente al X secolo,[4] si presenta modificata nel corso degli anni, con l'aspetto attuale dovuto ad un intervento della seconda metà del XVIII secolo.[5] La facciata fu rinnovata completamente nel 1828, insieme alla ricostruzione del campanile.[4][5] All'interno sono conservati affreschi della prima metà del XIX secolo, tra cui i Miracoli di san Prospero e san Prospero in gloria.[5]

- Villa Di Lupo Parra, poi San Severino, si tratta di una grande casa colonica con parco secolare annesso e risale al periodo tra XVII e XVIII secolo.[4][6] La dimora fu realizzata da maestranze di area laziale[6] ed è caratterizzata da un'imponente facciata e da sale interne pregevolmente affrescate,[4] con cicli databili tra il 1750 e il 1780.[6] Nel XIX secolo la proprietà passò alla famiglia San Severino.[6]